# جاجا (بازیکن فوتبال)
جاجا (به پرتغالی: Francisco Jaílson de Sousa (jaja)) هافبک اهل برزیل است که در شهر Itapipoca و در تاریخ ۲۹ نوامبر ۱۹۸۶ به دنیا آمده‌است.
جاجا در تیم‌های فوتبال Bahia سابقهٔ حضور دارد.